# Маноквари
Маноквари (на индонезийски: Manokwari) е административен център на провинция Западна Папуа в Индонезия.
Градът се намира на полуостров Птичата глава, остров Нова Гвинея, на запад от пролива Чендравасих. При преброяването на населението от 2010 г. в града живеят 136 302 души.
В околностите на града се отглеждат какао, кокос; като какаото се обработва и изнася през пристанището. Градът се обслужва от летище „Рендани“.
Градът се посещава от множество туристи, като основни атракции са Гунунг Меджа Парк, езерото Ангги, плажната зона Амбан и природният резерват Арфак.
В града се намира университета „Негери Папуа“, който е създаден през 2000 г.
В колониалната епоха Маноквари е столица на Нова Гвиня. По време на Втората световна война градът е превзет от японската войска (1942 г.).